# FFH-Gebiet Küstenstreifen West- und Nordfehmarn
Das FFH-Gebiet Küstenstreifen West- und Nordfehmarn ist ein NATURA 2000-Schutzgebiet in Schleswig-Holstein im Kreis Ostholstein in der Gemeinde Fehmarn. Das FFH-Gebiet liegt im Naturraum „Fehmarn“, in der Haupteinheit „Nordoldenburg und Fehmarn“, (Landschafts-ID 70203). Diese ist wiederum Teil der Naturräumlichen Großregion 2. Ordnung Schleswig-Holsteinisches Hügelland.
Das FFH-Gebiet Küstenstreifen West- und Nordfehmarn hat eine Größe von 1456 Hektar. Die größte Ausdehnung des FFH-Gebietes beträgt 14,14 Kilometer in Nordostrichtung.

Mit 4,5 Meter über Normalhöhennull (NHN) liegt der höchste Punkt des FFH-Gebietes auf dem Schutzdeich an der Südwestspitze des Naturschutzgebietes Nördliche Seeniederung Fehmarn.

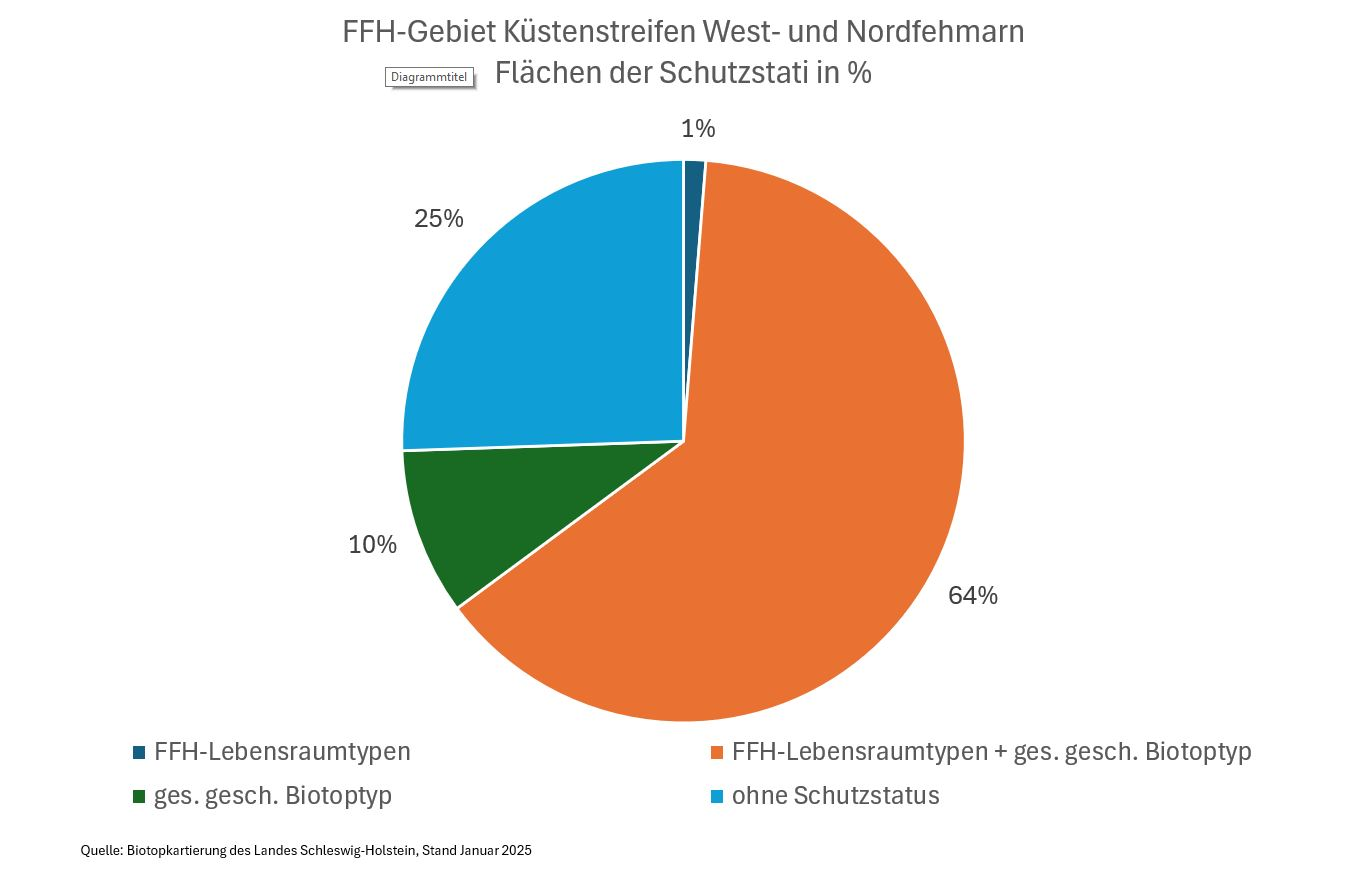
Diagramm 1ː Schutzstatus der Flächen des FFH-Gebietes Küstenstreifen West- und Nordfehmarn

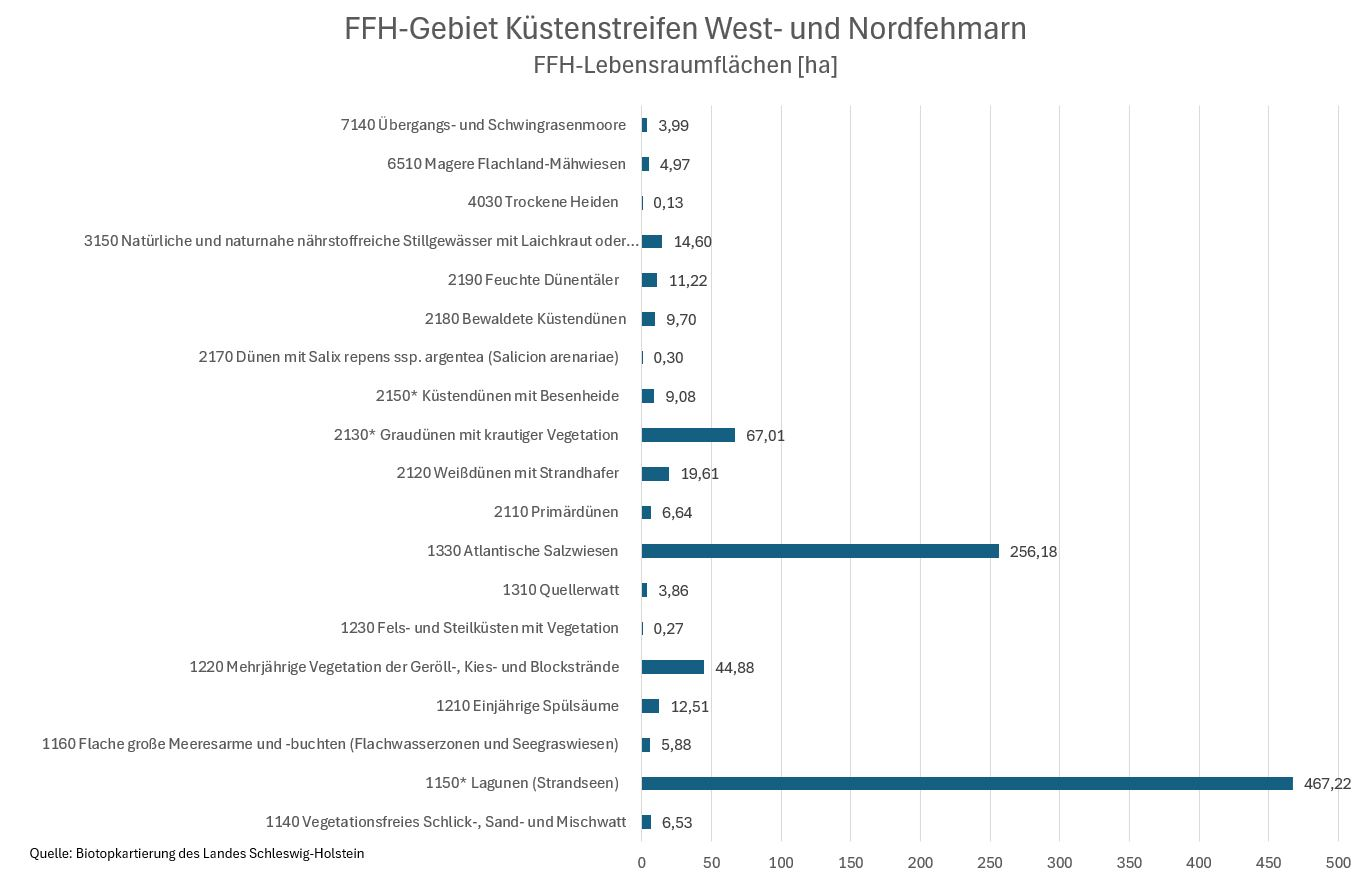
Diagramm 2ː Flächenanteil der FFH-Lebensraumtypen im FFH-Gebiet Küstenstreifen West- und Nordfehmarn

## FFH-Gebietsgeschichte und Naturschutzumgebung
Der NATURA 2000-Standard-Datenbogen (SDB) für dieses FFH-Gebiet wurde im Juni 2004 vom Landesamt für Landwirtschaft, Umwelt und ländliche Räume (LLUR) des Landes Schleswig-Holstein erstellt, im September 2004 als Gebiet von gemeinschaftlicher Bedeutung (GGB) vorgeschlagen, im November 2007 von der EU als GGB bestätigt und im Januar 2010 national nach § 32 Absatz 2 bis 4 BNatSchG in Verbindung mit § 23 LNatSchG als besonderes Erhaltungsgebiet (BEG) bestätigt. Der SDB wurde zuletzt im Mai 2017 aktualisiert.
Im Norden liegt das am 22. Juli 2014 gegründete Naturschutzgebiet (NSG) Nördliche Seeniederung Fehmarn fast  vollständig im FFH-Gebiet. Im Deichvorland im Norden liegt das am 22. Dezember 1989 gegründete Naturschutzgebiet (NSG) Grüner Brink im FFH-Gebiet. Das NSG darf von Surfern nicht genutzt werden. Hierzu hat das Landesamt für Umwelt ein Faltblatt des Besucherinformationssystems (BIS) im Oktober 2020 veröffentlicht. Das FFH-Gebiet beinhaltet als größere Gewässer im Westen im Deichvorland den Fastensee, im Norden den Salzensee und den Nördlichen Binnensee. Hinterm Deich liegt der Altenteiler See, der Wankendorfer See und der Sacksee. Im Westen liegt das am 23. Dezember 1977 gegründete Naturschutzgebiet (NSG) Wallnau / Fehmarn mit den Teichen Westlicher Steinteich, Östlicher Steinteich, Kollerteich 1, Kollerteich 2, Salzteich, Dreiecksteich, Franckteich, Mühlenteich und Püttseer Teich fast vollständig im FFH-Gebiet. Im Südwesten gehört der Binnensee Flügger Watt zum FFH-Gebiet. Der Nehrungshaken Krummsteert und Breiter Barg südöstlich des Flügger Leuchtfeuers gehören sowohl zum FFH-Gebiet als auch zum am 9. Oktober 1980 errichteten Naturschutzgebiet Krummsteert-Sulsdorfer Wiek / Fehmarn. Das Seegebiet um den Nehrungshaken Krummsteert darf nicht mit Wasserfahrzeugen befahren werden, hierzu hat das Landesamt für Umwelt ein Faltblatt des Besucherinformationssystems (BIS) im Oktober 2020 veröffentlicht. Der Binnensee Sulsdorfer Wiek zwischen den Orten Sulsdorf und Orth liegt sowohl im NSG Krummsteert-Sulsdorfer Wiek, als auch im FFH-Gebiet Küstenstreifen West- und Nordfehmarn. Die Inseln vor der Westerberger Feriensiedlung und die kleine Halbinsel Spitzenorth nordwestlich davon sind ebenso Teil des FFH-Gebietes. Große Teile des FFH-Gebietes überschneiden sich mit dem am 26. Juni 1971 gegründeten Landschaftsschutzgebiet (LSG) Insel Fehmarn. Dieses wiederum wird vom Landschaftsschutzgebiet (LSG) Alleen und Baumreihen östlich Katharinenhof und bei Gut Staberhof überlagert. Das FFH-Gebiet liegt zum großen Teil im am 21. Mai 2008 gegründeten HELCOM-Gebiet Küstenlandschaft Bottsand - Marzkamp u. vorgelagerte Flachgründe der Östlichen Kieler Bucht und dem Europäischen Vogelschutzgebiet 1530-491 Östliche Kieler Bucht. Seeseitig grenzt das FFH-Gebiet Küstenstreifen West- und Nordfehmarn an das FFH-Gebiet Meeresgebiet der östlichen Kieler Bucht.
Für das FFH-Gebiet Küstenstreifen West- und Nordfehmarn wurden zwei Teilmanagementpläne erstellt. Der erste gilt für das nördliche Teilgebiet „Nordwestfehmarn - Nördliche Seeniederung und Grüner Brink“ und der andere für das Teilgebiet „Südwestfehmarn“. Beide Teilmanagementpläne enthalten auch die jeweiligen Teilmanagementpläne des dort liegenden Europäischen Vogelschutzgebietes Östliche Kieler Bucht.
Das FFH-Gebiet Küstenstreifen West- und Nordfehmarn ist Teil des landesweiten Biotopverbundsystems mit dem Schwerpunktbereichen 280 und 281. Mit der Gebietsbetreuung des FFH-Gebietes wurde nach § 20 LNatSchG durch das LLUR der Naturschutzbund Deutschland, Landesverband Schleswig-Holstein e. V. betraut, Stand Januar 2025. Für das nördliche Teilgebiet hat das Landesamt für Umwelt (LfU) des Landes Schleswig-Holstein im Rahmen des landesweiten Besucherinformationssystems (BSI) im Januar 2023 das Faltblatt „Nördliche Seeniederung Fehmarn“ (Internetversion 55-206) herausgegeben. Darin werden unter anderem Informationen über die Flora und Fauna, Verhaltensregeln in den Schutzgebieten, sowie Rad- und Wanderwege, Infotafeln und Parkplätze gegeben.

## FFH-Erhaltungsgegenstand
Laut Standard-Datenbogen vom Mai 2017 sind folgende FFH-Lebensraumtypen (LRT) und Arten als FFH-Erhaltungsgegenstände mit den entsprechenden Beurteilungen zum Erhaltungszustand der Umweltbehörde der Europäischen Union gemeldet worden (Gebräuchliche Kurzbezeichnung (BfN)):
FFH-Lebensraumtypen nach Anhang I der EU-Richtlinie:
- 1140 Vegetationsfreies Schlick-, Sand- und Mischwatt (Gesamtbeurteilung B)[15]
- 1150* Lagunen (Strandseen) (Gesamtbeurteilung B)[16]

- 1210 Einjährige Spülsäume (Gesamtbeurteilung B)[17]
- 1220 Mehrjährige Vegetation der Geröll-, Kies- und Blockstrände (Gesamtbeurteilung A)[18]
- 1230 Fels- und Steilküsten mit Vegetation (Gesamtbeurteilung C)[19]
- 1310 Quellerwatt (Gesamtbeurteilung C)[20]
- 1330 Atlantische Salzwiesen (Gesamtbeurteilung B)[21]
- 2110 Primärdünen (Gesamtbeurteilung C)[22]
- 2120 Weißdünen mit Strandhafer (Gesamtbeurteilung B)[23]
- 2130* Graudünen mit krautiger Vegetation (Gesamtbeurteilung B)[24]
- 2150* Küstendünen mit Besenheide (Gesamtbeurteilung B)[25]
- 2170 Dünen mit Salix repens ssp. argentea (Salicion arenariae) (Gesamtbeurteilung B)[26]
- 2190 Feuchte Dünentäler (Gesamtbeurteilung B)[27]
- 3150 Natürliche und naturnahe nährstoffreiche Stillgewässer mit Laichkraut oder Froschbiss-Gesellschaften (Gesamtbeurteilung C)[28]
- 4030 Trockene Heiden (Gesamtbeurteilung B)[29]

Arten gemäß Artikel 4 der Richtlinie 2009/147/EG und Anhang II der Richtlinie 92/43/EWG und diesbezügliche Beurteilung des Gebiets:
- 1188 Rotbauchunke (Gesamtbeurteilung C)[31]
- 1166 Kammmolch (Gesamtbeurteilung C)[32]

| | gemäß SDB vom Mai 2017 in Hektar | gemäß Biotopkartierung Stand Dezember 2024 in Hektar | Abweichung zum SDB in Hektar |
| --- | -------------------------------- | ---------------------------------------------------- | ---------------------------- |
| 1140 Vegetationsfreies Schlick-, Sand- und Mischwatt                                                      | 10,5                             | 6,53275                                              | −3,96743                     |
| 1150* Lagunen (Strandseen)                                                                                | 374,9                            | 467,2209                                             | 92,3209                      |
| 1160 Flache große Meeresarme und -buchten (Flachwasserzonen und Seegraswiesen)                            | -                                | 5,87585                                              | 5,87585                      |
| 1210 Einjährige Spülsäume                                                                                 | 22,2                             | 12,5116                                              | −9,6884                      |
| 1220 Mehrjährige Vegetation der Geröll-, Kies- und Blockstrände                                           | 149,2                            | 44,8823                                              | −105,3177                    |
| 1230 Fels- und Steilküsten mit Vegetation                                                                 | 2                                | 0,2719                                               | −1,7281                      |
| 1310 Quellerwatt                                                                                          | 1,94                             | 3,85925                                              | 1,91925                      |
| 1330 Atlantische Salzwiesen                                                                               | 200                              | 256,17635                                            | 56,17635                     |
| 2110 Primärdünen                                                                                          | 1,8                              | 6,6399                                               | 4,8399                       |
| 2120 Weißdünen mit Strandhafer                                                                            | 29,2                             | 19,6118                                              | −9,5882                      |
| 2130* Graudünen mit krautiger Vegetation                                                                  | 36,4                             | 67,0105                                              | 30,6105                      |
| 2150* Küstendünen mit Besenheide                                                                          | 5,3                              | 9,0758                                               | 3,7758                       |
| 2170 Dünen mit Salix repens ssp. argentea (Salicion arenariae)                                            | 0,2                              | 0,2995                                               | 0,0995                       |
| 2180 Bewaldete Küstendünen                                                                                | -                                | 9,7013                                               | 9,7013                       |
| 2190 Feuchte Dünentäler                                                                                   | 5,6                              | 11,2207                                              | 5,6207                       |
| 3150 Natürliche und naturnahe nährstoffreiche Stillgewässer mit Laichkraut oder Froschbiss-Gesellschaften | 15,1                             | 14,5978                                              | −0,5022                      |
| 4030 Trockene Heiden                                                                                      | 2,5                              | 0,133                                                | −2,367                       |
| 6510 Magere Flachland-Mähwiesen                                                                           | -                                | 4,9732                                               | 4,9732                       |
| 7140 Übergangs- und Schwingrasenmoore                                                                     | -                                | 3,991                                                | 3,991                        |
| Summeː | 856,84                           | 944,5854                                             | 87,7574                      |

Die Angaben im SDB stimmen nicht mit denen der aktuellen Biotopkartierung des Landes Schleswig-Holstein überein, siehe Tabelle 1. Die letzten Änderungen der Biotopkartierung datieren vom 1. September 2022. Danach hat sich die Fläche mit FFH-Lebensraumtypen gegenüber den Angaben im SDB um gut 10 Prozent erhöht. Ein Grund der Abweichung liegt in der Vergrößerung der Flächen der FFH-LRTs Lagunen, Atlantische Salzwiesen und Graudünen mit krautiger Vegetation. Als neue FFH-LRTs wurden die FFH-Lebensraumtypen 1160, 2180, 6510 und 7140 aufgenommen, siehe Tabelle 1.
Zu dem Themenkomplex 6510 Magere Flachland-Mähwiesen wurde am 14. November 2024 ein Urteil vom Europäischen Gerichtshof (EuGH) gefällt. Die Europäische Kommission beschuldigt die Bundesrepublik Deutschland, sie habe für den FFH-Lebensraumtyp 6510 erstens versäumt, geeignete Maßnahmen gegen die Verschlechterung des Lebensraumtyps in den ausgewiesenen Gebieten zu treffen und zweitens versäumt der Kommission aktuelle Daten zum Erhaltungszustand zu übermitteln. Zum ersten Anklagepunkt hat das Gericht der Europäischen Kommission Recht gegeben, zum zweiten Punkt wurde die Klage abgewiesen. Beide Parteien haben ihre eigenen Kosten des Verfahrens zu tragen.

## FFH-Erhaltungsziele
Aus den oben aufgeführten FFH-Erhaltungsgegenständen werden als FFH-Erhaltungsziele von besonderer Bedeutung die Erhaltung folgender Lebensraumtypen und Arten im FFH-Gebiet vom Ministerium für Energiewende, Landwirtschaft, Umwelt und ländliche Räume des Landes Schleswig-Holstein erklärt:
- 1140 Vegetationsfreies Schlick-, Sand- und Mischwatt
- 1150* Lagunen (Strandseen)
- 1210 Einjährige Spülsäume
- 1220 Mehrjährige Vegetation der Geröll-, Kies- und Blockstrände
- 1230 Fels- und Steilküsten mit Vegetation
- 1310 Quellerwa
- 1330 Atlantische Salzwiesen
- 1210 Einjährige Spülsäume

- 2120 Weißdünen mit Strandhafer
- 2130* Graudünen mit krautiger Vegetation
- 2150* Küstendünen mit Besenheide
- 2160* Dünen mit Hippophaë
- 2170 Dünen mit Salix repens ssp. argentea (Salicion arenariae)
- 2180 Bewaldete Küstendünen
- 2190 Feuchte Dünentäler
- 3150 Natürliche und naturnahe nährstoffreiche Stillgewässer mit Laichkraut oder Froschbiss-Gesellschaften
- 4030 Trockene Heiden
- 1166 Kammmolch
- 1188 Rotbauchunke

Damit sind alle FFH-Erhaltungsgegenstände zu FFH-Erhaltungszielen erklärt worden.

## FFH-Analyse und Bewertung

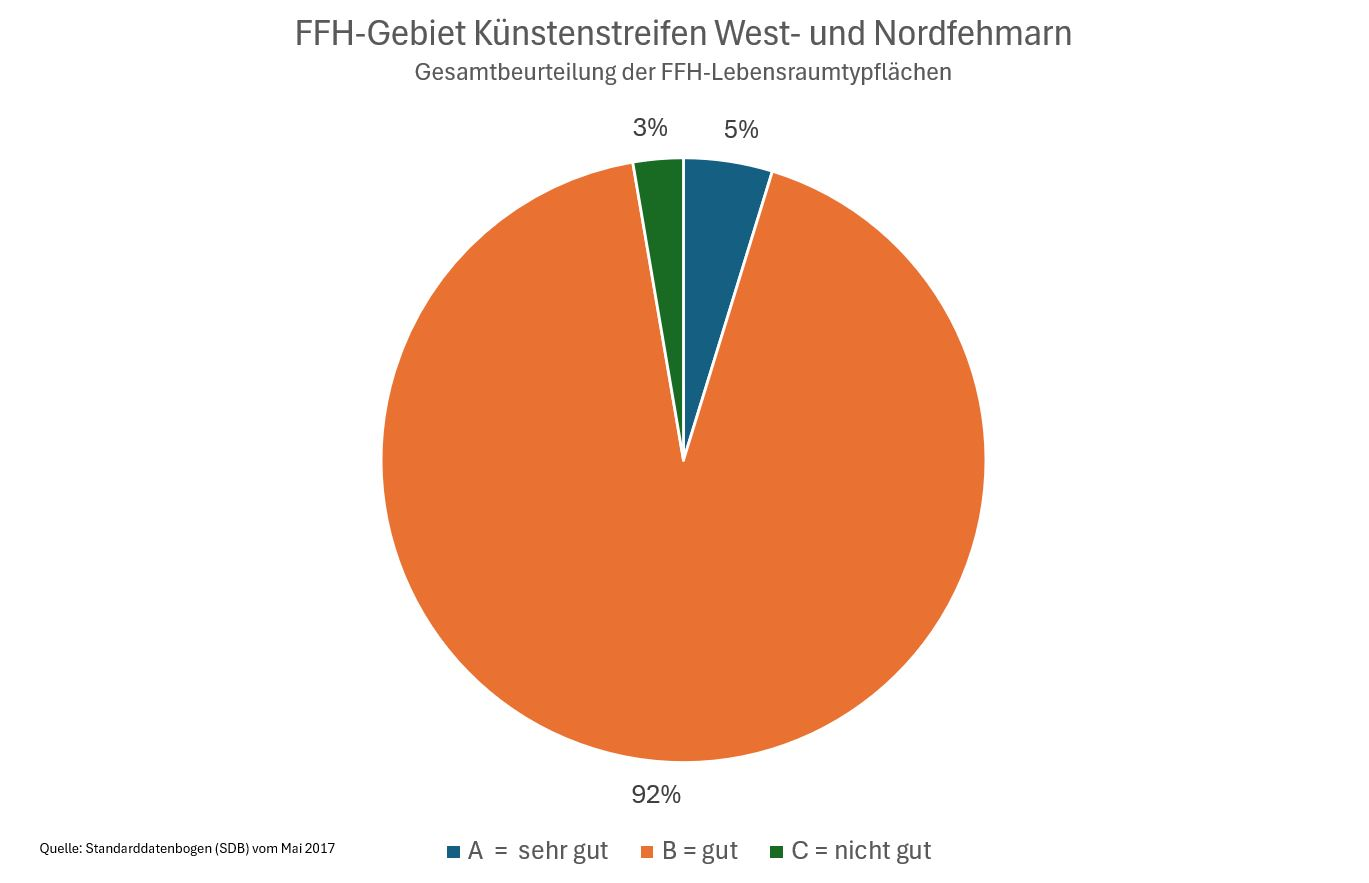
Diagramm 3ː Gesamtbewertung der FFH-Lebensraumtypenflächen im FFH-Gebiet Küstenstreifen West- und Nordfehmarn

Das Kapitel FFH-Analyse und Bewertung im Managementplan beschäftigt sich unter anderem mit den aktuellen Gegebenheiten des FFH-Gebietes und den Hindernissen bei der Erhaltung und Weiterentwicklung der FFH-Lebensraumtypen und Arten. Die Ergebnisse fließen in den FFH-Maßnahmenkatalog ein.
Als einziger FFH-Lebensraumtyp hat der LRT 1220 Mehrjährige Vegetation der Geröll-, Kies- und Blockstrände eine sehr gute Gesamtbewertung zugesprochen bekommen. Er ist vor allem im nordöstlichen Strandbereich des FFH-Gebietes anzutreffen. Alle anderen LRTs haben eine überwiegend gute Gesamtbewertung erhalten, siehe Diagramm 3.
Die größten Gefährdungen für den Erhaltungszustand bestehen im Tourismus, Nährstoffeinträgen aus der extensiven Landwirtschaft, invasive und standortfremde Pflanzenarten, sowie sinkende Grundwasserstände durch künstliche Entwässerung der Niederungsflächen.

## FFH-Maßnahmenkatalog
Der FFH-Maßnahmenkatalog im Managementplan führt neben den bereits durchgeführten Maßnahmen geplante Maßnahmen zur Erhaltung und Entwicklung der FFH-Lebensraumtypen im FFH-Gebiet an. Diese sind in einer Karte für den Bereich Fastensee bis Wenkendorf und eine für den Bereich Gammendorf und Grüner Brink, sowie zur Projektverfolgung in 36 Maßnahmenblättern festgehalten.

## FFH-Erfolgskontrolle und Monitoring der Maßnahmen
Eine FFH-Erfolgskontrolle und Monitoring der Maßnahmen findet in Schleswig-Holstein alle 6 Jahre statt. Die Ergebnisse des letzten Monitorings wurden am 20. Juni 2009 veröffentlicht (Standː Februar 2025).
Die Europäische Kommission hat im Jahre 2015 die Umsetzung der Richtlinie 92/43/EWG in Deutschland bemängelt (Verfahren-Nr. 2014/2262). In den Managementplänen würden keine ausreichend detaillierten und quantifizierten Erhaltungsziele festgelegt. Am 12. Februar 2020 hat die Kommission der Bundesrepublik Deutschland eine Frist von zwei Monaten gesetzt, die Mängel zu beseitigen. Andernfalls wird der Europäische Gerichtshof (EuGH) angerufen. Die Bundesrepublik Deutschland ist der Aufforderung nicht nachgekommen (Stand August 2021). Die Kommission führt für Schleswig-Holstein fehlende Quantifizier-, Mess- und damit Berichtsfähigkeit an. Schleswig-Holstein konzentriere sich ausschließlich auf die Durchsetzung des Verschlechterungsverbotes nach Artikel 6, Absatz 2 der Richtlinie. Die Stellungnahme des Landes Schleswig-Holstein mit der im Jahre 2006 erfolgten Bekanntgabe der gebietsspezifischen Erhaltungsziele (gEHZ) für die FFH-Vorschlagsgebiete in Schleswig-Holstein bestätige aus Sicht der Europäischen Kommission die angeführten Mängel. Nachdem Deutschland die Mängel nicht fristgerecht abgestellt hat, hat die Europäische Kommission Deutschland beim Europäischen Gerichtshof im Februar 2021 verklagt. Hierzu wurden von der Generalanwältin des EuGH am 20. April 2023 die Schlussanträge gestellt. Am 21. September 2023 hat der EuGH das Urteil gesprochen. Die Bundesrepublik Deutschland hat in drei Punkten der Anklage gegen Europäisches Recht verstoßen und im Übrigen wird die Klage abgewiesen. Die Bundesrepublik Deutschland muss ihre eigenen Verfahrenskosten und die der Europäischen Kommission tragen.

## Bildergalerie

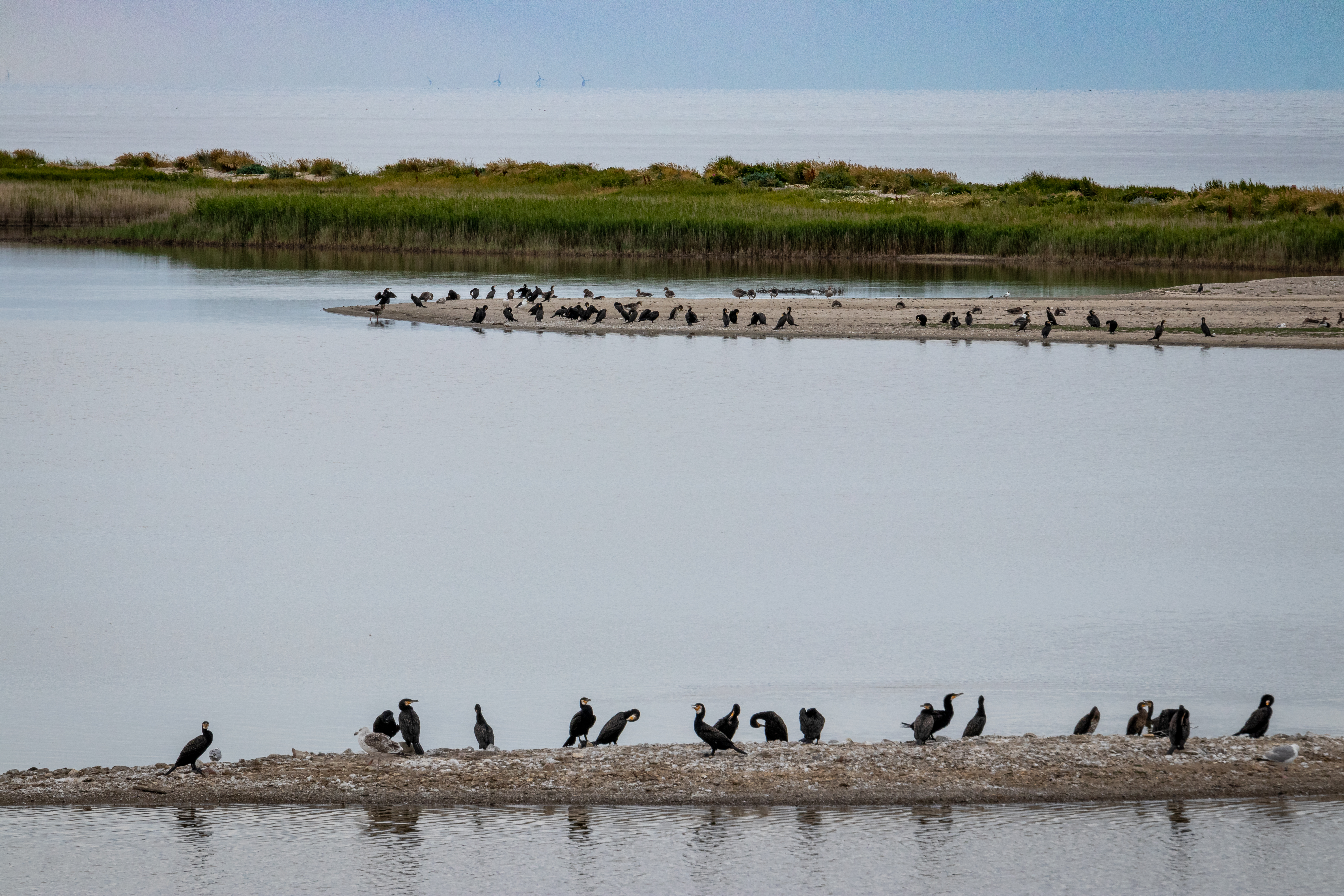
Nördliche Seeniederung auf Fehmarn im FFH-Gebiet Küstenstreifen West- und Nordfehmarn
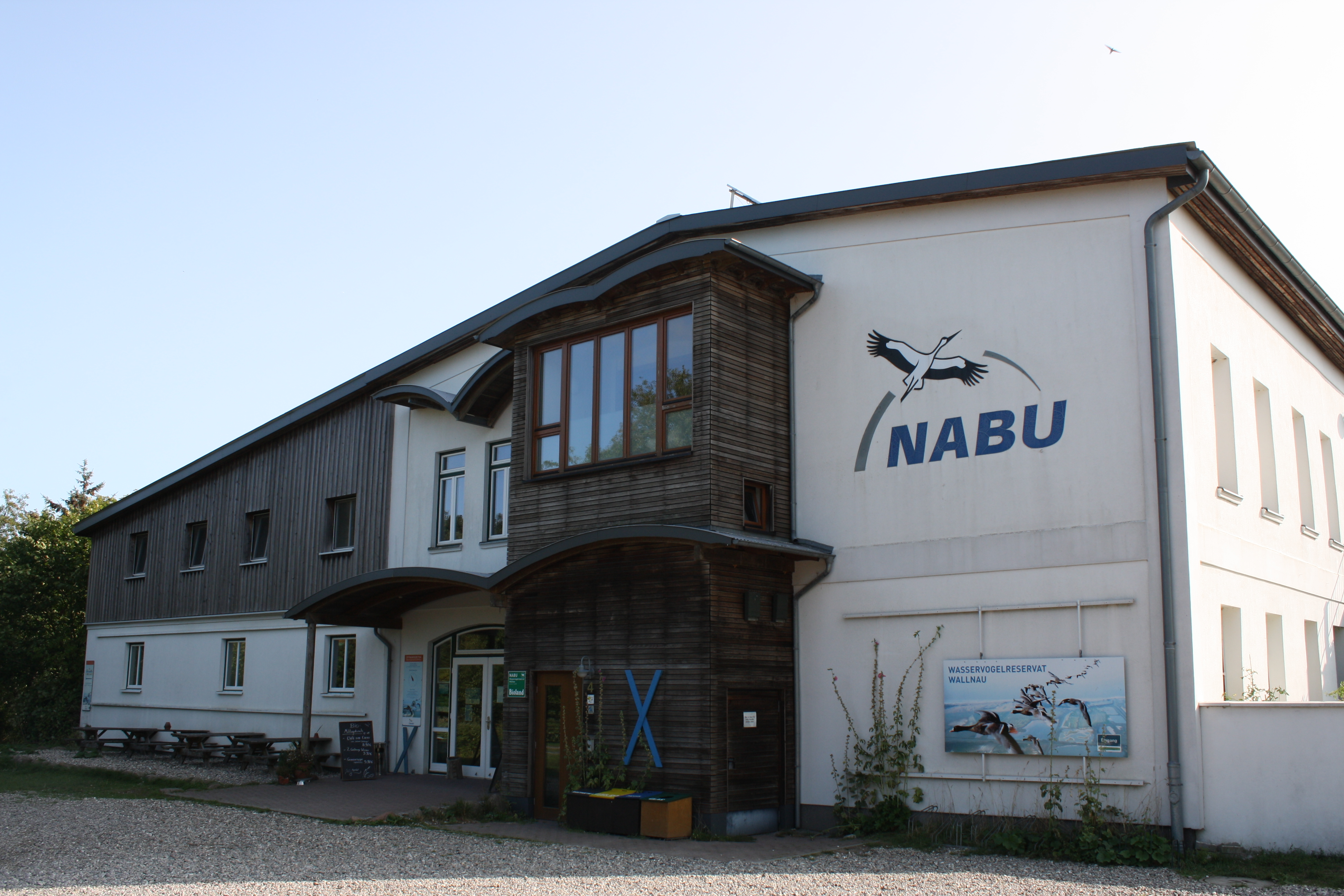
Besucherzentrum Walnau auf Fehmarn im FFH-Gebiet Küstenstreifen West- und Nordfehmarn
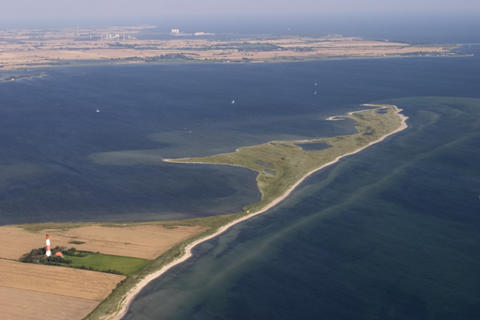
Nehrungshaken Krummsteert im FFH-Gebiet Küstenstreifen West- und Nordfehmarn